# Zongo
Zongo – miasto w Demokratycznej Republice Konga, w prowincji Ubangi Południowe, na południowym brzegu Ubangi. W 2010 liczyło 32 516 mieszkańców.